# Cannone da 90/53
90/53 Mod. 1939 (итал. Cannone da 90/53, буквально, 90-мм зенитное орудие с длинной ствола в 53 калибра образца 1939 года) — итальянское 90-мм зенитное орудие выпускавшееся с июня 1939 по июль 1943 года, находившееся на вооружении итальянской армии с 1939 по 1970 годы. Было создано под влиянием немецкой 88-мм зенитной пушки Flak 37. Однако, количество построенных 90-мм орудий было ограниченным.

## История
Это зенитное орудие первоначально создавалось, как и многие другие итальянские крупнокалиберные системы, для нужд Королевских военно-морских сил. Оно было создано в 1938 году концерном Ansaldo для замены устаревшего 100-мм корабельного орудия Škoda 10 cm K10 и получило обозначение 90 mm/50 Mod. 1938/1939. Новым 90-мм орудием были оснащены новейшие итальянские линкоры класса «Литторио» и модернизированные линкоры класса «Андреа Дориа».
Вместе с тем это орудие, показавшее высокие результаты в ходе испытаний, заинтересовало армию, которой также требовались мощные зенитки для армейской ПВО. В результате был создан наземный вариант Cannone da 90/53 имевший две модификации:
- буксируемое орудие на четырёхколёсном лафете наподобие немецкой Flak 37. Колёса лафета были большого диаметра для удобства перевозки в пустынной местности.
- вариант установленный на тяжёлые армейские грузовики Lancia 3Ro и Breda 52, получившие обозначение Аutocannoni da 90/53 и 90/53 su Breda 52. Построено не более сотни экземпляров.

Был выдан заказ на постройку 1067 стационарных орудий и 660 буксируемых, но итальянская промышленность смогла дать за четыре года производства только 539 единиц. 
В 1943 году 30 орудий 90/53 были установлены на вновь созданный истребитель танков Semovente da 90/53. В этом же году пол построен опытная зенитная самоходная установка на колёсном ходу Semovente ruotato da 90/53 Breda 501.

## Боевое применение
Как и Flak 37, cannone da 90/53 применялось как против воздушных целей, так и против наземных. Однако, в отличие от немецкого аналога количество выпущенных итальянских зениток было ограниченным. Тем не менее, эффективность орудия была великолепной, особенно в боях против бронетехники. Сannone da 90/53 могло пробивать броню толщиной 190 мм с расстояния 500 метров, 150 мм с расстояния 1000 метров, 75 мм с расстояния 1500 метров и 62 мм с 2000 метров. Таким образом зенитка была способна уничтожить любой танк союзников, большинство из которых имели 70-мм лобовую броню. Основное применение 90/53 нашла в Северной Африке, однако, значительное количество этих орудий было брошено к началу 1943 года из-за быстрого отступления итальянцев в Тунис.
После капитуляции Италии в сентябре 1943 года около 250 орудий попали в руки немцев, которые дали им обозначение 9-cm Flak 41(i) или 9-cm Flak 309/1(i). После войны уцелевшие орудия этого типа продолжали оставаться на вооружении Италии вплоть до 1970 года. Орудия в составе береговой обороны Хорватии применялись в ходе Хорватской войны 1990-х годов.

## На вооружении
- Королевство Италия
- нацистская Германия
- Хорватия